# Lesse (vattendrag)
Lesse är ett vattendrag i Belgien.   Det ligger i provinsen Namur och regionen Vallonien, i den sydöstra delen av landet, 80 km sydost om huvudstaden Bryssel.
Trakten runt Lesse består till största delen av jordbruksmark. Runt Lesse är det ganska glesbefolkat, med 42 invånare per kvadratkilometer.